# DRG Baureihe 04
De Baureihe 04 is een serie sneltreinlocomotieven die gebouwd is voor de Deutsche Reichsbahn Gesellschaft (DRG).

## Geschiedenis
In 1932 werden voor de DRG een tweetal locomotieven gebouwd met ketels van hoogwaardig staal om de keteldruk van 16 bar te kunnen verhogen tot 25 bar. Deze locomotieven werden van de serie 03 afgeleid en werden bij Friedrich Krupp AG in Essen gebouwd. Een zeldzaamheid bij Duitse stoomlocs was dat deze serie uitgerust was als compoundlocomotief met twee lage- en twee hogedrukcilinders. De ketels liepen snel schade bij de vuurkist op en na een reparatie in 1935 werd de keteldruk verlaagd naar 20 bar. De locomotieven werden daarna bij LVA Grunewald onderzocht en werden in Bw Hamburg-Altona voor planmatige treinen ingezet. In 1936 werden deze locomotieven aan Bw Hof afgegeven.
Door watergebrek ontplofte op 3 april 1939 de ketel van locomotief 02 102. Hierop werden beide locomotieven buitendienst gesteld en in 1940 gesloopt.

## Constructie en techniek
De locomotief heeft een stalen frame. Het frame heeft voor een tweeassig loopdraaistel en achter een enkele loopas. Voor de aandrijving zorgen vier cilinders die de drie drijfassen aandrijven. De tender met een voorraad kolen en water staat op twee draaistellen met twee assen. Duitse machinisten hadden over het algemeen moeite met de bediening van een compoundlocomotief en de locs waren daarom niet populair. Een uitzondering waren de locs van de diverse Länderbahnen van de verschillende series Baureihe 18.

## Foto
- (de)  Foto in het archief van de Eisenbahnstiftung Joachim Schmidt[dode link]

In dit overzicht staan eveneens treinen van de Deutsche Bundesbahn (DB) en van de Deutsche Reichsbahn (DR)